# Springer (vozidlo)
Springer (kompletní název: Mittlerer Ladungsträger Springer, Sd.Kfz. 304) byl demoliční vůz německého Wehrmachtu za druhé světové války.

## Popis
NSU Werke AG v Neckarsulmu na základě známého vozidla Sd.Kfz. 2 (Kettenkrad) v posledním roce druhé světové války vyvinula a postavila kolem 50 Springerů. Aby bylo vozidlo schopné nést větší zatížení bez přední vidlice podobné motocyklu, byly na zadní konec pojezdového ústrojí z každé strany přidány dva páry překrývajících se a prokládaných kol, čímž měl tři vnější a tři vnitřní pojezdová kola. Stejně jako Kettenkrad byl poháněn motorem Opel Olympia. Springer byl demoliční vůz a jeho úkolem bylo vézt nálož výbušniny o hmotnosti 330 kg pod pancéřovou ochranou k cíli a tam ji odpálit. Řidič, který mohl sedět v zadní části Springera vozidlo dovezl blízko cíle. Konečný přístup a detonace náloží byly řízeny drátovým nebo bezdrátovým dálkovým ovládáním. Springer měl stejné problémy jako ostatní dálkově ovládaná demoliční vozidla: byl drahý a nepříliš spolehlivý. Vzhledem k tomu, že nálož byla nedílnou součástí vozidla, bylo možné jej použít pouze jednou.

## Dochovaná vozidla
NSU Springer je vystaven v tankovém muzeu v Bovingtonu ve Spojeném království. Další exemplář je zachován ve MM Park, nedaleko Štrasburku ve Francii.